# Cermo (Sambi)
Cermo is een bestuurslaag in het regentschap Boyolali van de provincie Midden-Java, Indonesië. Cermo telt 1984 inwoners (volkstelling 2010).